# Бугазька коса (Краснодарський край)
Бугазька коса — коса в південній частині Таманського півострова в Анапському районі Краснодарського краю (Росія) довжиною близько 12 кілометрів і шириною 250–300 метрів між Бугазьким лиманом і Чорним морем. Знаходиться на території ландшафтного заказника «Благовіщенська коса», створеного в 1995 році.
Узбережжя коси складається з кварцового піску, гальки, дрібного черепашника і підходить для відпочинку, занять кайтсерфінгом і віндсерфінгом.
Незважаючи на думки екологів про екологічну ситуацію цього регіону, а також на нестабільні природні умови на Бугазькій косі планується створення економічної рекреаційної зони. Проект оцінили в 8-9 мільярдів доларів, і планували здійснити в 2009 році, але через економічну кризу тимчасово заморозили.